# 其其格
其其格（1964年2月—），女，蒙古族，内蒙古宁城人，中华人民共和国政治人物，现任内蒙古自治区政协副主席，锡林郭勒盟政协主席、党组书记。